# Elysia rufescens
Elysia rufescens is een slakkensoort uit de familie van de Plakobranchidae. De wetenschappelijke naam van de soort is voor het eerst geldig gepubliceerd in 1871 door Pease.